# Illa subantàrtica

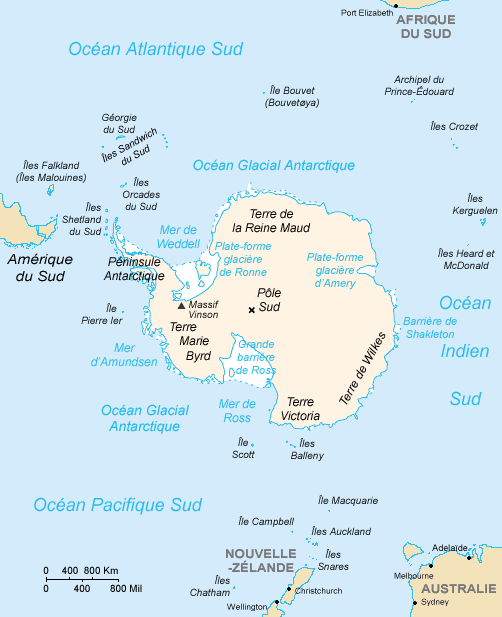
Plànol centrat sobre l'Antàrtida que dona la posició de la major part de les illes subantàrtiques.

Una illa subantàrtica és, en geografia, una illa situada a l'extrem sud dels oceans però, aproximadament, només al nord la latitud 60° sud. Les illes antàrtiques, al sud de la latitud 60° sud, no poden ser reclamades per cap estat segons el Tractat Antàrtic.

## Generalitats
Les illes subantàrtiques estan situades al sud dels oceans Oceà Atlàntic, Oceà Índic i Oceà Pacífic, a les latituds equivalents o més meridionals que les puntes terminals dels continents (Àfrica, Sud-amèrica i Austràlia) 
Aquestes illes no estan afectades pel Tractat sobre l'Antàrtida, que només inclou les terres situades per sota del paral·lel 60 sud.
El seu clima acostuma a ser molt ventós fresc o fred segons la latitud però no pas polar. La majoria no tenen població humana permanent.

## Llista
Les illes illa Amsterdam (França) i l'arxipèlag de Tristan da Cunha (Regne Unit) no són sempre considerades com subantàrtiques degut a la seva latitud més elevada i al clima bastant dolç que tenen. Tanmateix la fauna d'aquestes illes forma clarament part del sistema subantàrtic.
| Nom                                          | Oceà     | Sobirania    | Superfície (km²) | Coordenades                                |
| -------------------------------------------- | -------- | ------------ | ---------------- | ------------------------------------------ |
| Illes Diego Ramirez                          | Pacífic  | Xile         | 2                | 56° 30′ S, 68° 43′ O / 56.500°S,68.717°O   |
| Illes Malvines                               | Atlàntic | Regne Unit   | 12 173           | 51° 45′ S, 59° 0′ O / 51.750°S,59.000°O    |
| Geòrgia del Sud i les illes Sandwich del Sud | Atlàntic | Regne Unit   | 4 066            | 54° 50′ S, 37° 0′ O / 54.833°S,37.000°O    |
| Illa Tristan da Cunha                        | Atlàntic | Regne Unit   | 201              | 37° 8′ S, 12° 28′ O / 37.133°S,12.467°O    |
| Illa Bouvet                                  | Atlàntic | Noruega      | 59               | 54° 26′ S, 3° 24′ O / 54.433°S,3.400°O     |
| Illes del Príncep Eduard                     | Índic    | Sud-àfrica   | 335              | 46° 50′ S, 37° 5′ E / 46.833°S,37.083°E    |
| Illes Crozet                                 | Índic    | França       | 348              | 46° 25′ S, 51° 0′ E / 46.417°S,51.000°E    |
| Illes Kerguelen                              | Índic    | França       | 7 215            | 49° 0′ S, 69° 0′ E / 49.000°S,69.000°E     |
| Illes Heard i McDonald                       | Índic    | Austràlia    | 412              | 53° 6′ S, 72° 31′ E / 53.100°S,72.517°E    |
| Illa Amsterdam                               | Índic    | França       | 92               | 37° 50′ S, 77° 31′ E / 37.833°S,77.517°E   |
| Illa Macquarie                               | Pacífic  | Austràlia    | 128              | 54° 30′ S, 158° 57′ E / 54.500°S,158.950°E |
| Illes Auckland                               | Pacífic  | Nova Zelanda | 510              | 50° 45′ S, 166° 0′ E / 50.750°S,166.000°E  |
| Les Snares                                   | Pacífic  | Nova Zelanda | 4                | 48° 1′ S, 166° 36′ E / 48.017°S,166.600°E  |
| Illa Campbell                                | Pacífic  | Nova Zelanda | 115              | 52° 32′ S, 169° 5′ E / 52.533°S,169.083°E  |
| Illes Antipodes                              | Pacífic  | Nova Zelanda | 62               | 49° 41′ S, 178° 48′ E / 49.683°S,178.800°E |
| Illes Bounty                                 | Pacífic  | Nova Zelanda | 1                | 47° 42′ S, 179° 4′ E / 47.700°S,179.067°E  |